# George Weller
George Anthony Weller, més conegut com a George Weller (Boston, Massachusetts, 1907 - San Felipe Circeo, Itàlia, 19 de desembre de 2002) va ser un novel·lista i dramaturg estatunidenc que va guanyar el Premi Pulitzer treballant per a The New York Times i Chicago Daily News. Fou també l'expresident de l'editorial de The Harvard Crimson. Va ser el primer corresponsal occidental en arribar a Nagasaki (Japó) després del bombardeig atòmic de la ciutat el 9 d'agost de 1945 per part dels Estats Units; entrà al país fent-se passar per coronel el 6 de setembre d'aquell any.